# Etia
Etia is een monotypisch geslacht van straalvinnige vissen uit de familie van de cichliden (Cichlidae).

## Soort
- Etia nguti Schliewen & Stiassny, 2003